# Umerkot (Distrikt)

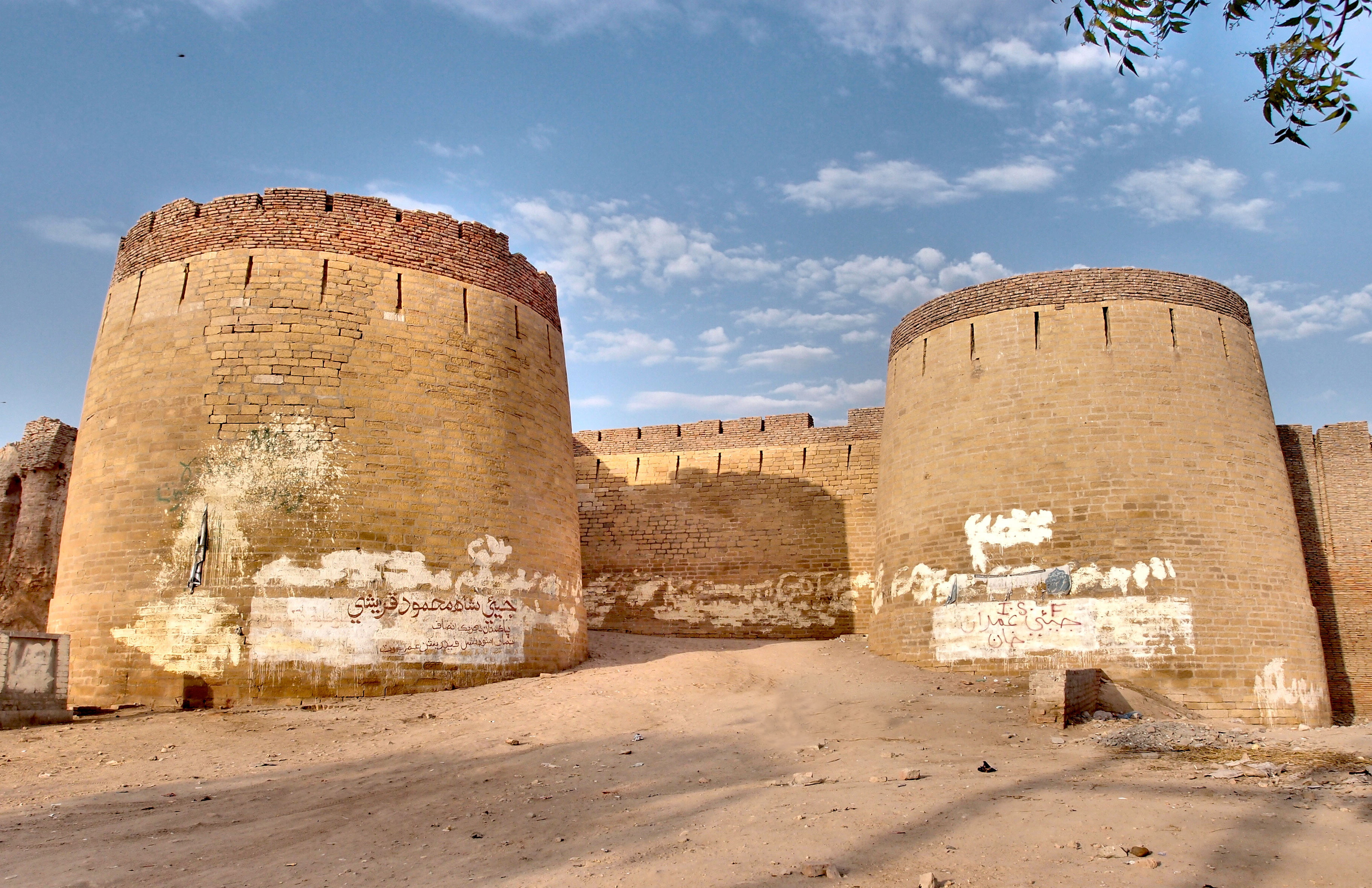
Festung von Umerkot

Der Distrikt Umerkot ist ein Verwaltungsdistrikt in Pakistan in der Provinz Sindh. Sitz der Distriktverwaltung ist die gleichnamige Stadt Umerkot.
Der Distrikt hat eine Fläche von 5608 km² und nach der Volkszählung von 2017 1.073.146 Einwohner. Die Bevölkerungsdichte beträgt 191 Einwohner/km². Im Distrikt wird zur Mehrheit die Sprache Sindhi gesprochen.

## Geografie
Der Distrikt befindet sich im Südosten der Provinz Sindh, die sich im Südosten von Pakistan befindet.

## Verwaltungsgliederung
Der Distrikt ist administrativ in vier Tehsil unterteilt:
- Kunri
- Pithoro
- Samaro
- Umerkot

## Demografie
Zwischen 1998 und 2017 wuchs die Bevölkerung um jährlich 2,55 %. Von der Bevölkerung leben ca. 23 % in städtischen Regionen und ca. 77 % in ländlichen Regionen. In 212.356 Haushalten leben 557.557 Männer, 515.569 Frauen und 20 Transgender, woraus sich ein Geschlechterverhältnis von 108,1 Männer pro 100 Frauen ergibt und damit einen für Pakistan häufigen Männerüberschuss.
Die Alphabetisierungsrate in den Jahren 2014/15 bei der Bevölkerung über 10 Jahren liegt bei 38 % (Frauen: 20 %, Männer: 54 %) und damit unter dem Durchschnitt der Provinz Sindh von 60 %.
| Jahr | Einwohnerzahl |
| ---- | ------------- |
| 1972 | 265.683       |
| 1981 | 383.018       |
| 1998 | 664.797       |
| 2017 | 1.073.146     |